# Caio Cláudio Marcelo (cônsul em 49 a.C.)
Caio Cláudio Marcelo (em latim: Gaius Claudius Marcellus) foi um político da família dos Marcelos da gente Cláudia da República Romana eleito cônsul em 49 a.C. com Lúcio Cornélio Lêntulo Crus. É chamado de o Maior para evitar confusões com seu primo de mesmo nome que foi cônsul no ano anterior.

## Família
Era irmão de Marco Cláudio Marcelo, cônsul de 51 a.C., e primo de Caio Cláudio Marcelo, cônsul em 50 a.C.. Os três eram netos de Marco Cláudio Marcelo, cônsul por três vezes, em 166, 155 e 152 a.C.. Ele, por sua vez, teve dois filhos, Marco e Caio. Marco foi o pai dos cônsules de 51 a.C. e 49 a.C., e Caio, o pai do cônsul de 50 a.C..

## Primeiros anos e carreira
Nada se sabe sobre os primeiros anos de sua vida, nem no serviço militar e nem na carreira civil. É possível que ele tenha sido candidato contra Públio Clódio Pulcro para o posto de edil curul em 56 a.C., sobre quem, na data de 23 de novembro, Cícero escreveu: "O candidato Marcelo está roncando tão alto que consigo ouvi-lo de longe", apesar de que este Marcelo pode ser qualquer um dos três Marcelos da época.
Em 50 a.C., Marcelo foi eleito cônsul para o ano seguinte juntamente com Lúcio Cornélio Lêntulo Crus, ambos adversários de Júlio César. Tanto seu irmão, Marco, quanto seu primo, Caio Marcelo Menor, foram duros adversários de César durante seus próprios consulados, todos trabalhando para que seu proconsulado na Gália fosse encerrado e para impedir que César pudesse concorrer ao consulado de 48 a.C. in absentia. César havia anulado Marco com o apoio de tribunos da plebe e do outro cônsul, Sérvio Sulpício Rufo, e Caio (Menor) subornando fortemente seu colega no consulado, Lúcio Emílio Lépido Paulo, mas ainda não havia conseguido assegurar sua eleição para um segundo mandato sem que fosse necessário estar presente em Roma e sem renunciar ao seu comando proconsular (o que o deixaria exposto a um processo por ilegalidades em seu primeiro mandato). A eleição de Marcelo e Lêntulo como cônsules em 49 a.C. se deu dentro do contexto normal de influências e ligações familiares, mas também como uma afronta a César, que tinha seu próprio candidato, Sérvio Sulpício Galba. Marcelo e Lêntulo continuaram a mesma política dos Cláudios Marcelos anteriores em sua oposição a César.

## Guerra Civil
No final de 50 a.C., num contexto no qual a maior parte do Senado já queria paz e não queria tomar ação alguma contra César, o cônsul Caio Marcelo (Menor) liderou um "golpe" sem o apoio do Senado e nomeou Pompeu como líder das forças romanas na Itália. Lêntulo, o cônsul eleito certamente o apoiou e, provavelmente, Caio Marcelo Maior também. Nenhum deles era aliado de Pompeu, um poderoso general e um magnata, mas viram nele uma forma de derrotar César.
Nas calendas, 1 de janeiro de 49 a.C., Marcelo e Lêntulo assumiram seus mandatos e receberam imediatamente cartas de César, cujo teor supostamente era o de uma declaração de guerra. César recebeu então ordens de renunciar ao seu comando ou seria declarado inimigo público. Depois de uma semana de correspondências, em 7 de janeiro de 49 a.C., o Senado, liderado por Lêntulo e Marcelo, passou um "senatus consultum ultimum" contra César. Os tribunos Marco Antônio e Quinto Cássio Longino fugiram com o emissário de César, o jovem Caio Escribônio Curião, e se encontraram com ele em Ravena. Lêntulo aparece nas fontes como sendo o mais veemente dos cônsules que instigaram a fuga dos tribunos, mas Marcelo não parece ter ficado à margem. Em 10 de janeiro, César atravessou o Rubicão, dando início à guerra civil.
Inicialmente, Marcelo permaneceu em Roma e os cônsules se opuseram a qualquer acomodação com César, mantendo o clima anti-césar e pressionando Pompeu a voltar para Itália e alistar exércitos para defendê-la. Em 17 de janeiro, Marcelo e Lêntulo seguiram Pompeu quando ele deixou Roma à mercê das tropas de César que avançavam provocando escândalo por não realizarem os requeridos sacrifícios costumeiros antes de partirem.
Eles seguiram para Teano, onde, em 22 de janeiro, Lúcio Júlio César, um parente à serviço de César, chegou com uma proposta conciliatória do procônsul César. Em 25 de janeiro, Cícero (cujas cartas são a maior fonte de informações sobre a vida de Marcelo) se encontrou com os dois cônsules em Cápua juntamente com outros senadores vindos de Roma. Ele contou a um correspondente, Tito Pompônio Ático, que todos estavam ansiosos para saber se César cumpriria suas promessas e enviaram mensagens de volta a ele. Porém, no espaço de alguns dias, Cícero relatou a Ático que os cônsules não queriam a paz. Ele relata que Lêntulo chegou até mesmo a recrutar gladiadores em certo momento, mas recuou depois de receber críticas.
O paradeiro de Marcelo era desconhecido em 7 de fevereiro, quando ele já estava dois dias atrasado para um encontro com Lêntulo e Cícero. Este se desesperou, escrevendo, frustrado, que os cônsules eram inúteis e que nenhum recrutamento estava em andamento. O próprio Cícero escreveu a partir de Lucéria em 17 de fevereiro a Marcelo e Lêntulo urgindo-os a arregimentar o máximo de tropas que pudessem e se juntassem a ele em Brundísio, o que eles fizeram em 20 de fevereiro.
No final de fevereiro, César enviou um de seus homens de confiança, Cornélio Balbo (o Jovem), em uma missão secreta para convencer o cônsul Lêntulo com um suborno: uma província lucrativa. Não há registros de que ele tenha feito qualquer tipo de oferta deste tipo a Marcelo, o que pode ser uma indicação da honestidade relativa deste ou, mais provavelmente, sua insignificância comparativa na política romana. Seja como for, Balbo chegou tarde demais: Pompeu havia enviado os dois cônsules e suas forças à sua frente para Dirráquio e os seguiu com o resto das tropas em 4 de março, escapando por pouco do avanço de César. Cícero condenou a fuga, pois ela acabou com as esperanças de uma paz negociada que ele alegava estar mediando.
Muito pouco se sabe especificamente sobre Marcelo depois da travessia para Dirráquio. Na literatura, ele foi interpelado pela deusa romana Discórdia na obra "Satyricon", de Petrônio, que urgia para que ele se mantivesse firme em seu decreto que comandava que César renunciasse ao seu proconsulado, o senatus consultum de 7 de janeiro em 49 a.C..
Pompeu deu grande ênfase às suas frotas, uma forma de impedir que César cruzasse da Itália para o Epiro em perseguição. Uma frota, a de Rodes, foi comandada em conjunto por Marcelo juntamente com Caio Copônio. Além disto, nada mais se sabe do envolvimento de Marcelo na Guerra Civil. O comando da frota ródia em Dirráquio foi mencionado posteriormente mencionado por César como estando sob a liderança de um "Quinto Copônio" e acabou naufragando numa tempestade. Especula-se que Marcelo tenha sido morto na guerra — ou, pelo menos, que ele já não estava vivo poucos anos depois do final dela, quando Cícero estava escrevendo ou proferindo seu discurso "Philippicae" (março de 43 a.C.).
Marcelo não foi citado novamente.